# Handbiken

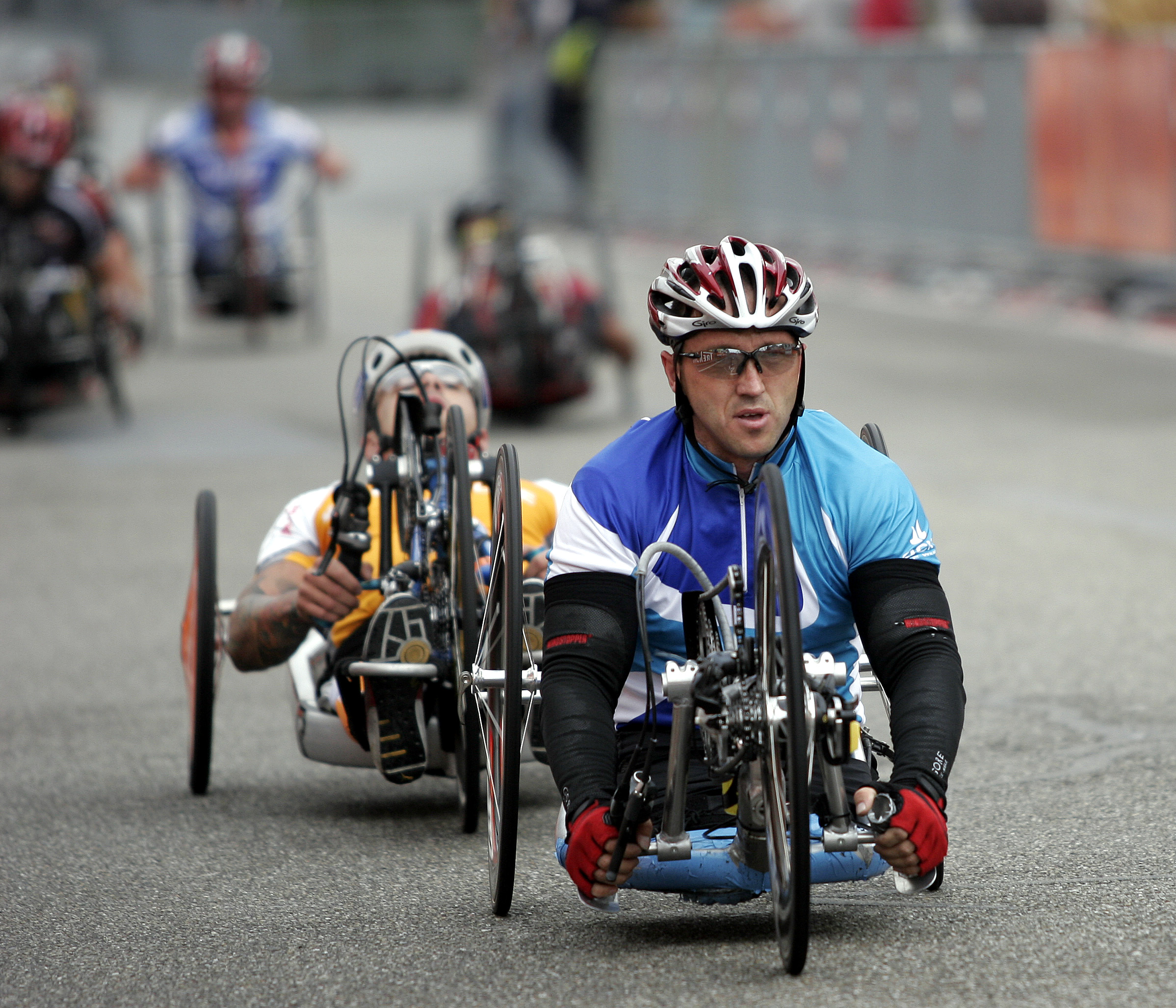
Een handbike-wedstrijd

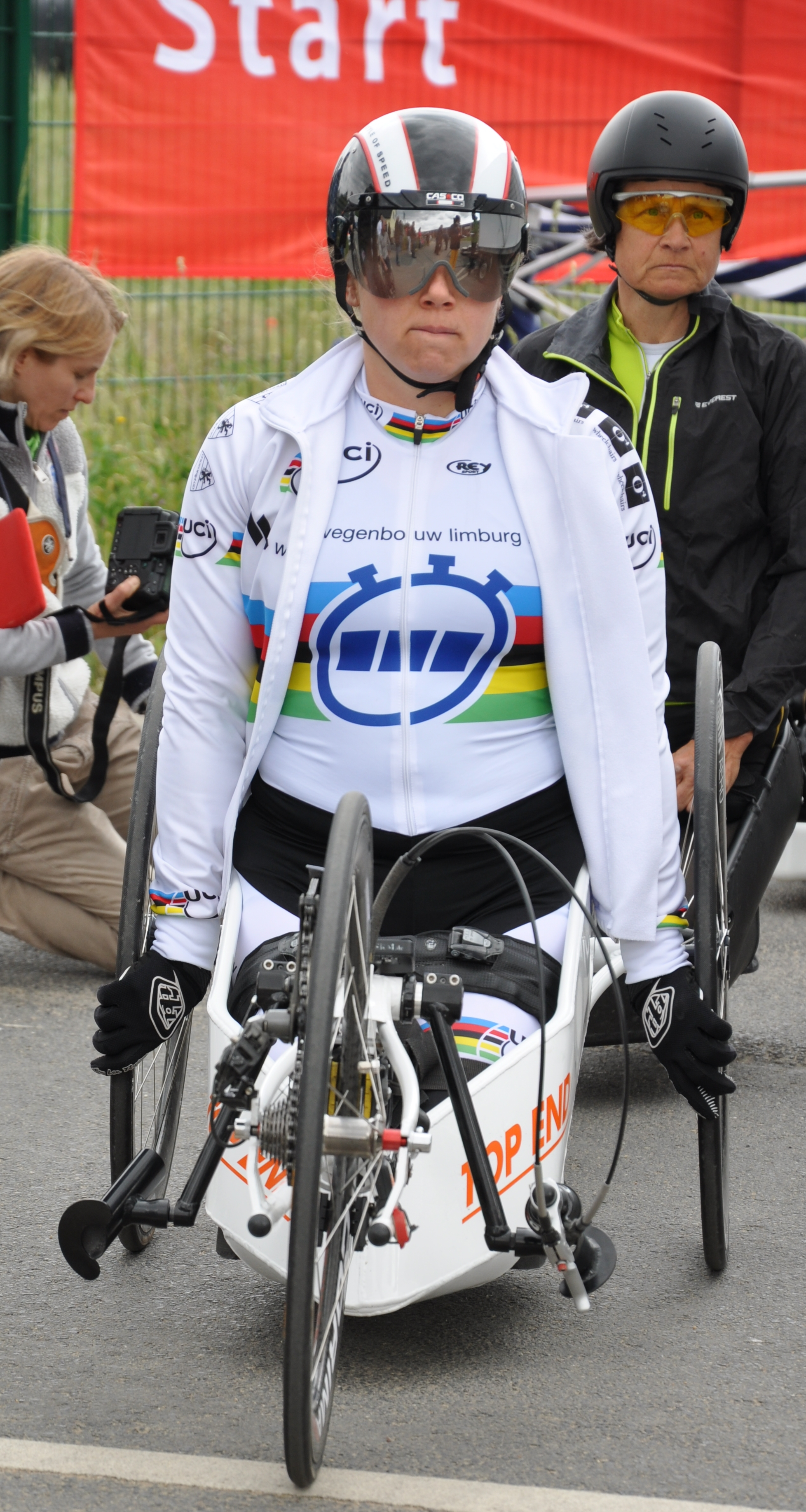
Laura de Vaan tijdens een race in 2016

Handbiken, in het Engels ook wel handcycling genoemd, is een discipline van het para-cycling die onder andere wordt beoefend door personen met een motorische beperking. Hierbij beweegt men zich voort in een handbike, een speciaal soort fiets waarvan de pedalen (meestal) gelijkmatig worden voortbewogen door de armen of in ieder geval de bovenste extremiteiten (in tegenstelling tot een ligfiets, die wordt voortbewogen door de benen).
Handbiken is de snelstgroeiende sport van alle gehandicaptensporten. Op wereldniveau zijn er zo'n 300 topsporters actief, die zowel semi- als professioneel deze sport beoefenen. Het aantal sporters dat deze sport recreatief beoefent is niet bekend, maar wordt geschat op 40.000. Handbiken wint nog steeds aan populariteit en vooral in België is de groei redelijk groot ten opzichte van een paar jaar eerder.
Wereldwijd wordt de sport beoefend door mannen en vrouwen, maar steeds meer trekt de sport ook valide sporters aan. In Europa kan men ook als valide deelnemen aan het European Handbike Circuit (EHC).

## Classificatie
Het handbiken is volgens het Internationaal Paralympisch Comité (IPC) onder te verdelen in vier klassen: H1, H2, H3 en H4. Binnen het Nederlandse Handbike Circuit (NHC) bestaat ook de Open Klasse.

### H1
Aan deze klasse wordt deelgenomen door personen met beperkte arm/schouderfunctie: veelal atleten met een cervicale laesie. Men fietst in een liggende houding met het bovenlichaam achterover (45°) met de benen vooruit.

### H2
Aan deze klasse wordt deelgenomen door fietser met een dwarslaesie van T1 tot T10, komen of een gelijkaardige aandoening, ook wel paraplegie genoemd. Kenmerkend voor deze divisie is dat er geen functie is van de retroflexie vanuit het heupgewricht. Men fietst in een liggende houding met het bovenlichaam achterover (maximaal 45°) met de benen vooruit.

### H3
Aan deze klasse wordt deelgenomen door personen met een dwarslaesie onder thorocaal 11 en lager of een gelijkaardige aandoening. Die niet geknield kunnen fietsen. Men fietst in een liggende houding met het bovenlichaam achterover, met de benen vooruit.

### H4
Aan deze klasse wordt deelgenomen door personen met een dwarslaesie onder thorocaal 11 en lager, een gelijkaardige aandoening of een beenamputatie, die niet meer met een prothese op een reguliere tweewieler kunnen fietsen. Men fietst in een kniezithouding, waardoor het bovenlichaam licht voorover helt en daarbij optimaal gebruik wordt gemaakt van de retroflexie vanuit het heupgewricht.

### Open Klasse
Aan deze klasse wordt deelgenomen door personen zonder handicap. Men fietst in een kniezithouding, waardoor het bovenlichaam licht voorover helt en daarbij optimaal gebruik wordt gemaakt van de retroflexie vanuit het heupgewricht.

## Wedstrijdeisen
De KNWU heeft formele eisen opgesteld waar een wedstrijd handbike aan moet voldoen:
- Lengte handbike: max. 2.50 m
- Breedte handbike: max. 70 cm
- Verplichte bumper of afstandhouder (bij individuele tijdritten is deze bumper niet verplicht)
- Tandwielbeschermer van 180 graden
- Twee functionerende remmen.

## Geschiedenis
In 1992 werd de sport ontwikkeld in Nederland, mede door toedoen van Kees van Breukelen, die de ontwikkeling tevens stimuleerde op wereldniveau. In 2000 werd het European Handbike Circuit ingevoerd in Europa.
Handbiken werd in 2004 voor het eerst formeel als sporttak toegelaten bij de Paralympische Zomerspelen 2004 van Athene. Sinds de Paralympische Zomerspelen 2008 in Beijing zijn ook dames in deze sport toegelaten.
In 2005 werd het handbiken wereldwijd ondergebracht bij de Internationale Wielerunie (UCI), als gevolg van organisatorische integratie tussen valide sporten en gehandicaptensporten.